# Critique institutionnelle
 (mai 2025).
Si vous disposez d'ouvrages ou d'articles de référence ou si vous connaissez des sites web de qualité traitant du thème abordé ici, merci de compléter l'article en donnant les références utiles à sa vérifiabilité et en les liant à la section « Notes et références ».
 (mai 2025).
La mise en forme du texte ne suit pas les recommandations de Wikipédia : il faut le « wikifier ».
Les points d'amélioration suivants sont les cas les plus fréquents :
- Les titres sont pré-formatés par le logiciel. Ils ne sont ni en capitales, ni en gras.
- Le texte ne doit pas être écrit en capitales (les noms de famille non plus), ni en gras, ni en italique, ni en « petit »…
- Le gras n'est utilisé que pour surligner le titre de l'article dans l'introduction, une seule fois.
- L'italique est rarement utilisé : mots en langue étrangère, titres d'œuvres, noms de bateaux, etc.
- Les citations ne sont pas en italique mais en corps de texte normal. Elles sont entourées par des guillemets français : « et ».
- Les listes à puces sont à éviter, des paragraphes rédigés étant largement préférés. Les tableaux sont à réserver à la présentation de données structurées (résultats, etc.).
- Les appels de note de bas de page (petits chiffres en exposant, introduits par l'outil «  Source ») sont à placer entre la fin de phrase et le point final[comme ça].
- Les liens internes (vers d'autres articles de Wikipédia) sont à choisir avec parcimonie. Créez des liens vers des articles approfondissant le sujet. Les termes génériques sans rapport avec le sujet sont à éviter, ainsi que les répétitions de liens vers un même terme.
- Les liens externes sont à placer uniquement dans une section « Liens externes », à la fin de l'article. Ces liens sont à choisir avec parcimonie suivant les règles définies. Si un lien sert de source à l'article, son insertion dans le texte est à faire par les notes de bas de page.
- La présentation des références doit suivre les conventions bibliographiques. Il est recommandé d'utiliser les modèles {{Ouvrage}}, {{Chapitre}}, {{Article}}, {{Lien web}} et/ou {{Bibliographie}}. Le mode d'édition visuel peut mettre en forme automatiquement les références.
- Insérer une infobox (cadre d'informations à droite) n'est pas obligatoire pour parachever la mise en page.

Pour une aide détaillée, merci de consulter Aide:Wikification.
Si vous pensez que ces points ont été résolus, vous pouvez retirer ce bandeau et améliorer la mise en forme d'un autre article.
La critique institutionnelle est un courant artistique qui remonte aux années 1960 et s'est développé dans les années 1980 et 1990. La critique institutionnelle nait de l'échec des avant-gardes historiques et de l'art conceptuel. 

## Histoire

### Années 1960
Dans les années 1960 se développe en Europe, aux États-Unis, au Japon, en Amérique latine, des mouvements d'art conceptuel. Selon Sol LeWitt l'art conceptuel est un art pour lequel l'idée est plus importante et la réalisation de l'oeuvre "superficielle".
Selon Lucy Lippard dans Six Années : la dématérialisation de l'objet d'art de 1966 à 1972, l'art conceptuel se dématérialise. Les oeuvres d'arts ne seraient plus des marchandises. Elle reconnait plus tard dans la postface que toutes les oeuvres d'art conceptuel ont pu être vendues, achetées par de riches collectionneurs ou les musées étatiques.
La critique institutionnelle nait dans l'art conceptuel et est mise en avant par des artistes qui interrogent et critiquent les conditions institutionnelles du monde de l'art. Par exemple en 1971, Hans Haacke est invité pour une exposition au musée Guggenheim de New York. Il décide alors de dévoiler les actions spéculatives d'un groupe immobilier New-Yorkais lié aux dirigeants du musée Guggenheim pour montrer que le musée est lié à l'augmentation des loyers à New York et aux élites financières. L'oeuvre s'appelle « Shapolsky et al. Manhattan Real Estate Holdings, a Real-Time Social System, as of May 1, 1971 ».

### Années 1980 et 1990
Andrea Fraser est une figure importante de la critique institutionnelle dans les années 1980 et 1990. Une de ses performance les plus connues est Museum Highlights: A Gallery Talk (1989) dans laquelle Fraser, sous le pseudonyme de Jane Castleton, tient le rôle de conférencière au Philadelphia Museum of Art. Au cours de la performance, Andrea Fraser mène le groupe de visiteurs à l'intérieur du musée en décrivant tout ce qui les entoure (même ce qui ne fait pas partie des collections) de façon dramatique. Par exemple, elle s'arrête devant une fontaine à eau et la qualifie « d’œuvre à l'économie et à la monumentalité sidérante [...] qui contraste audacieusement avec la sévérité de sa forme hautement stylisée ». En entrant dans la cafétéria du musée, elle continue « Cette pièce représente l'âge d'or de l'art colonial à Philadelphie à la veille de la révolution, et doit être considérée comme l'une des plus belles pièces des États-Unis. » La visite est construite à partir de différentes sources : La Critique du Jugement d'Emmanuel Kant, une collection d'essais datant de 1969 On Understanding Poverty, ainsi qu'un article de 1987 du New York Times intitulé Salad and Seurat: Sampling the Fare at Museums.